# Коломиец, Алина Сергеевна
Алина Сергеевна Коломиец (урождённая Райкова; род. 14 августа 1991, Щучинск, Кокчетавская область) — казахстанская биатлонистка. Участница Олимпийских игр 2014 года в Сочи, чемпионка зимней Универсиады 2015 года и зимней Универсиады 2017 года, Мастер спорта международного класса.

## Биография
Родилась в семье педагога Людмилы и тренера по биатлону Сергея Николаевича.
С ранних лет занималась лыжами под руководством своего отца. С 13 лет занимается полиатлоном и биатлоном в СДЮСШ г. Щучинск у тренера Александра Морозова. После получения мастера спорта переходит полностью в биатлон. Выступает за ЦСКА в звании сержанта. С 2010 года — член национальной сборной РК
В 2013 году окончила Кокшетауский государственный университет, специальность «Физическая культура и спорт».

## Спортивная карьера
На этапах Кубка мира дебютировала в начале сезона 2012/13 в Эстерсунде. Лучший результат на Кубке мира — 20 место в спринте в Кэнморе в 2016 году.

### Национальные соревнования
- Чемпионка страны 2014 года в масс-старте[3].
- Чемпионка страны 2017 года в масс-старте.

### Международные соревнования
- На чемпионате мира среди юниоров 2012 года в Контиолахти была шестой в индивидуальной гонке.
- На чемпионате мира 2016 в Осло в составе команды Казахстана была восьмой в эстафете.
- На чемпионате мира 2017 в Хохфильцене заняла 29 место в индивидуальной гонке.
- Участница индивидуальной гонки в рамках Олимпийских игр 2014 в Сочи (65 место).